# Veselin Ðuho
Veselin Ðuho (* 5. Januar 1960 in Foča) ist ein ehemaliger jugoslawischer Wasserballspieler. Er gewann zwei olympische Goldmedaillen und war einmal Weltmeister sowie zweimal Europameisterschaftszweiter.

## Karriere
Der 1,87 m große Veselin Ðuho spielte den größten Teil seiner Karriere bei VK Jug Dubrovnik, dem jugoslawischen Meister der Jahre 1980 bis 1983 und des Jahres 1985.
Sein erstes großes internationales Turnier mit der Nationalmannschaft waren die Mittelmeerspiele 1983. Die Jugoslawen gewannen den Titel vor den Mannschaften aus Spanien und Italien. Im Jahr darauf siegten die Jugoslawen in ihrer Vorrundengruppe bei den Olympischen Spielen 1984 in Los Angeles. In der Finalrunde gewannen die Jugoslawen alle Spiele mit Ausnahme des Spiels gegen die Mannschaft aus den Vereinigten Staaten, das mit 5:5 endete. Die Jugoslawen erhielten die Goldmedaille wegen des gegenüber dem US-Team besseren Torverhältnisses. Veselin Ðuho erzielte im Turnierverlauf acht Tore, beim Spiel gegen die Vereinigten Staaten konnte er keinen Treffer beisteuern.
Im Jahr darauf verloren die Jugoslawen bei der Europameisterschaft in Sofia nur ihr Auftaktspiel gegen Ungarn, gegen die sowjetische Mannschaft spielten die Jugoslawen Unentschieden. Am Ende siegte die sowjetische Mannschaft vor den Jugoslawen und der deutschen Mannschaft. 1986 bei der Wasserball-Weltmeisterschaft in Madrid besiegten die Jugoslawen die sowjetische Mannschaft im Halbfinale mit 9:8. Im Finale gewannen die Jugoslawen mit 12:11 gegen die italienische Mannschaft. Die Europameisterschaft 1987 in Straßburg wurde wie 1985 in einer Gruppe ausgetragen, jedes Team musste gegen jedes andere Team antreten. Letztlich gewann die sowjetische Mannschaft mit sechs Siegen und einem Unentschieden vor den Jugoslawen mit fünf Siegen und zwei Unentschieden sowie den Italienern. Bei den Olympischen Spielen 1988 in Seoul gewannen die Jugoslawen ihre Vorrundengruppe trotz einer 6:7-Niederlage gegen die Mannschaft aus den Vereinigten Staaten. Nach einem 14:10 gegen Deutschland im Halbfinale trafen die Jugoslawen im Finale wieder auf das US-Team und gewannen diesmal mit 9:7. Ðuho warf im Turnierverlauf neun Tore, davon eins im Finale.
Ðuho ließ seine Karriere in Italien ausklingen. Später wurde er Trainer bei seinem alten Verein VK Jug Dubrovnik, mit dem er 2000 und 2001 kroatischer Meister wurde.